# Maria Antonia von Bayern

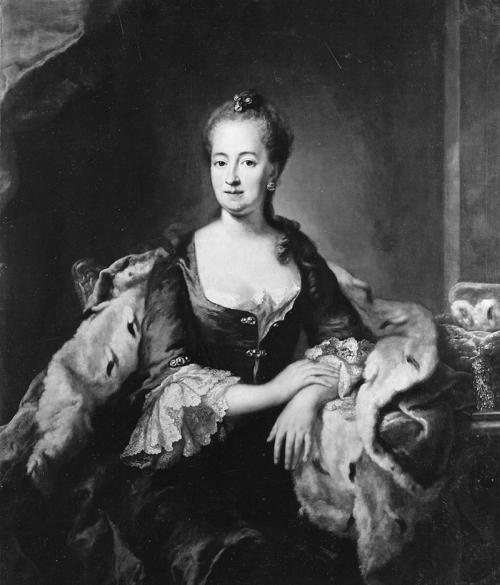
Maria Antonia, Kurfürstin von Sachsen, von George Desmarées, 1752

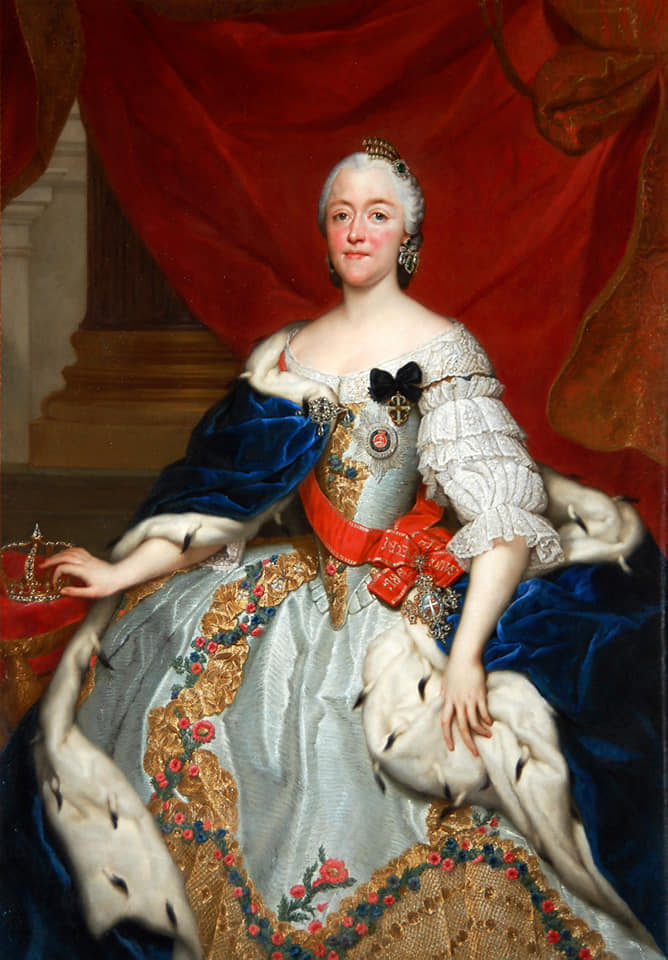
Maria Antonia, Kurfürstin von Sachsen, von Anton Raphael Mengs, 1752

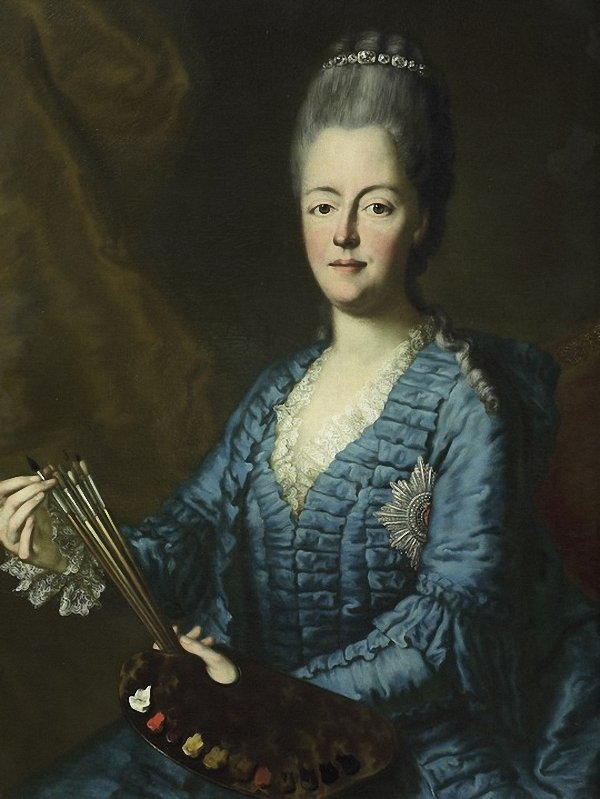
Selbstporträt

Maria Antonia Walpurgis Symphorosa von Bayern (* 18. Juli 1724 in München; † 23. April 1780 in Dresden) war eine Prinzessin aus dem Hause der Wittelsbacher und durch Heirat mit ihrem Cousin 1. Grades Friedrich Christian von Sachsen vom 5. Oktober 1763 bis 17. Dezember 1763 Kurfürstin von Sachsen. Nach dessen Tod war sie bis zur Volljährigkeit ihres Sohnes Friedrich August vormundschaftliche Regentin. Darüber hinaus ging sie, anders als andere Fürstinnen ihrer Zeit, nicht nur oberflächlicher musischer Beschäftigung nach, sondern betätigte sich erfolgreich als Kunstmäzenin, Komponistin, Opernsängerin (Sopran), Malerin und Dichterin.

## Leben
Maria Antonia war die Tochter des bayerischen Kurfürsten Karl Albrecht, des späteren römisch-deutschen Kaisers Karl VII., aus dessen Ehe mit der österreichischen Erzherzogin Maria Amalie. Als älteste überlebende und damit unter den europäischen Fürsten für eine Heirat begehrte Tochter des Paares war sie von Anfang an von politischer Bedeutung und genoss eine standesgemäße Erziehung, zu der auch Malerei, Poesie sowie das Erlernen von Instrumenten gehörte. Am 20. Juni 1747 heiratete sie in Dresden den sächsischen Kurprinzen Friedrich Christian, ihren Cousin 1. Grades, mit dem sie während des Siebenjährigen Krieges 1759 vor den Preußen nach Prag und München fliehen musste und der bereits zehn Wochen nach seiner Thronbesteigung als Kurfürst am 17. Dezember 1763 an den Pocken verstarb. Da der älteste Sohn des Paares, der nunmehrige Kurfürst Friedrich August III. noch minderjährig war und die Regierungsgeschäfte noch nicht selbständig führen konnte, übernahm die Mutter zusammen mit ihrem Schwager Franz Xaver von Sachsen als vormundschaftliche Regentin bis 1768 die Regierung Kursachsens. Zum Zerwürfnis zwischen beiden kam es jedoch im Jahre 1765, als Franz Xaver für seinen Neffen den Verzicht auf die Rechte zur polnischen Thronfolge erklärte, während Maria Antonia unbedingt an diesem prestigeträchtigen Anspruch festhalten wollte.
Auch als Unternehmerin war sie tätig: so legte sie 1763 in Naundorf bei Großenhain eine Kattunfabrik an und besaß seit 1766 das Bayrische Brauhaus in Dresden. Sie war Mitglied des Ordens der „Sklavinnen der Tugend“, in deren Ordensgewand sie auch begraben wurde. Gegen Ende ihres Lebens schrieb sie eine Abhandlung Von der Befestigung des Gemütes gegen die Schrecken des Todes.
Sie wurde in der Stiftergruft der Dresdner Hofkirche beigesetzt.

## Maria Antonia als Künstlerin
Bereits ihre Geburt ließen ihre Eltern mit der Aufführung von Pietro Torris Oper Amadis di Grecia feiern. In ihrer Jugend in München erhielt sie Kompositionsunterricht von den renommierten Opernkomponisten Giovanni Battista Ferrandini und Nicola Antonio Porpora. Bei den Feierlichkeiten an ihrer Hochzeit mit Friedrich Christian von Sachsen (1747) erklang Christoph Willibald Glucks Oper Le nozze d’Ercole e d’Ebe und Johann Adolf Hasses La Spartana generosa. In Dresden führte sie ihr Musikstudium bei Hasse und Nicola Porpora fort und fühlte sich besonders dem Stile der Opera seria verbunden. Sowohl bei der Aufführung ihrer eigenen Werke dieses Genres als auch in zahlreichen Aufführungen bei Hofe trat sie als Sängerin und Cembalistin auf. 1747 wurde sie in die Accademia dell’Arcadia in Rom, eine international wirkenden literarischen Akademie und Institution zur Reform der Oper, aufgenommen. Die Mitglieder verkehrten miteinander ohne Beachtung ihrer Standesunterschiede und legten sich im Sinne eines einfachen, natürlichen Landlebens zu diesem Zwecke sogenannte Schäfernamen zu. Maria Antonia erhielt den Namen Ermelinda Talea Pastorella Arcadia (ETPA).
Neben vielen anderen Künstlern und Wissenschaftlern förderte sie auch den Kapellmeister Johann Gottlieb Naumann sowie die Malerfamilie Mengs.

## Nachkommen

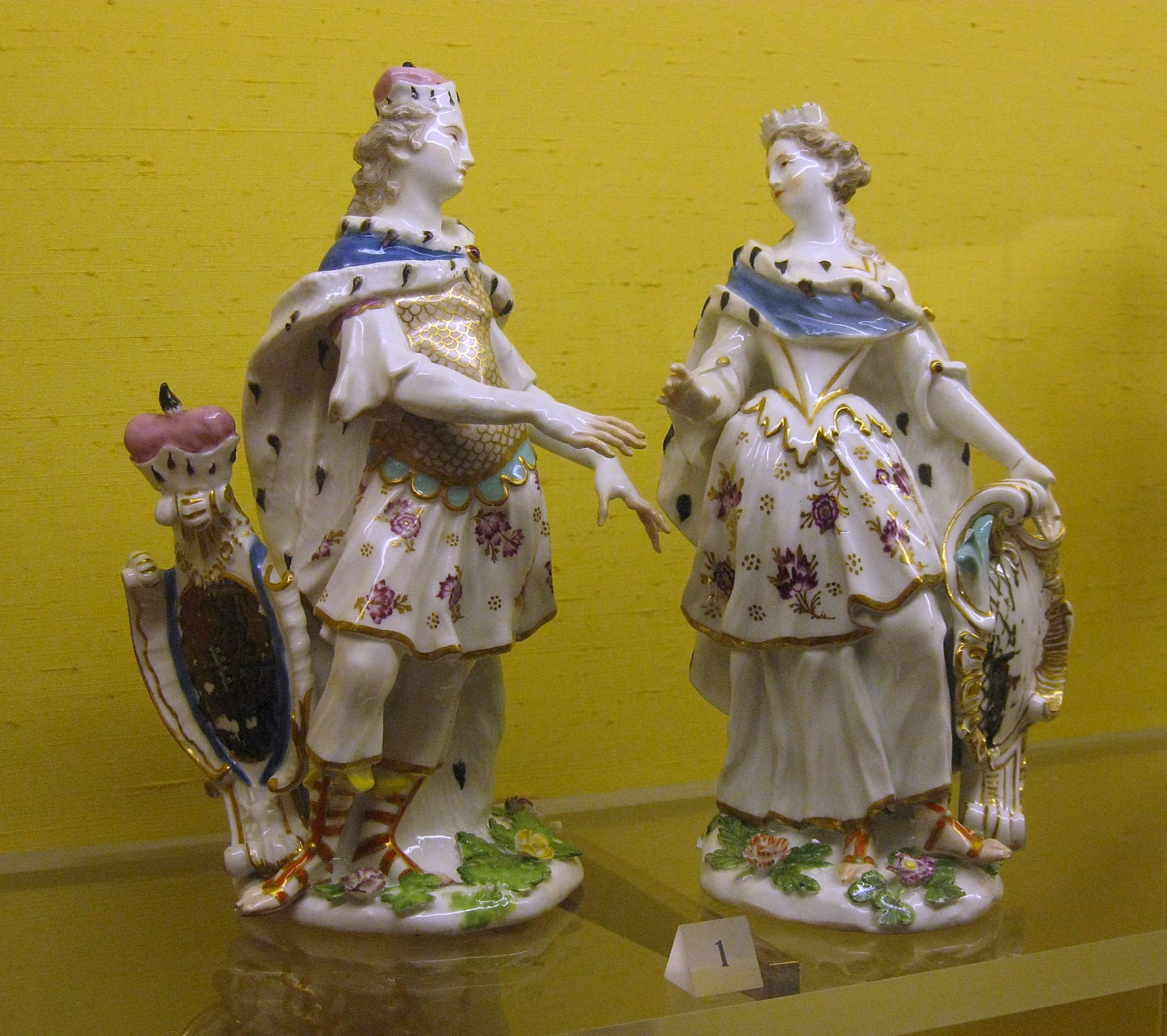
Kurprinz Friedrich Christian von Sachsen und seine Gemahlin Kurprinzessin Maria Antonia von Bayern von Johann Joachim Kändler

- Sohn (*/† 9. Juni 1748 in Dresden, nach der Geburt verstorben)
- Friedrich August III./I. (* 23. Dezember 1750 in Dresden; † 5. Mai 1827 in Dresden), Kurfürst und später König von Sachsen, erwählter König von Polen und Herzog von Warschau
- Karl (* 24. September 1752 in Dresden; † 8. September 1781 in Dresden), Prinz von Sachsen
- Joseph Maria (* 26. Januar 1754 in Dresden; † 25. März 1763 in Dresden), Prinz von Sachsen
- Anton (* 27. Dezember 1755 in Dresden; † 6. Juni 1836 in Pillnitz), König von Sachsen
- Maria Amalie (* 26. September 1757 in Dresden; † 20. April 1831 in Neuburg an der Donau), Prinzessin von Sachsen

⚭ Karl II. August (* 29. Oktober 1746 in Düsseldorf; † 1. April 1795 Mannheim), Herzog von Pfalz-Birkenfeld-Zweibrücken
- Maximilian (* 13. April 1759 in Dresden; † 3. Januar 1838 in Dresden), Erbprinz von Sachsen

1. ⚭ Caroline von Bourbon-Parma (* 22. November 1770 in Parma; † 1. März 1804 in Dresden), Prinzessin von Bourbon-Parma
2. ⚭ Maria Luisa von Bourbon-Parma (* 2. Oktober 1802 in Barcelona; † 18. März 1857 in Rom), Prinzessin von Bourbon-Parma

- Therese Maria (* 27. Februar 1761 in München; † 26. November 1820 in Dresden), Prinzessin von Sachsen
- Sohn (*/† 1762, tot geboren)

## Ahnentafel
| Ahnentafel von Maria Antonia von Bayern | Ahnentafel von Maria Antonia von Bayern                                                                | Ahnentafel von Maria Antonia von Bayern                                                               | Ahnentafel von Maria Antonia von Bayern                                                                          | Ahnentafel von Maria Antonia von Bayern                                                                          | Ahnentafel von Maria Antonia von Bayern                                                     | Ahnentafel von Maria Antonia von Bayern                                                                     | Ahnentafel von Maria Antonia von Bayern                                                                           | Ahnentafel von Maria Antonia von Bayern                                                                           |
| --------------------------------------- | --- | --- | --- | --- | ------------------------------------------------------------------------------------------- | --- | --- | --- |
| Ururgroßeltern                          | Kurfürst Maximilian I. von Bayern (1573–1651) ⚭ 1635 Erzherzogin Maria Anna von Österreich (1610–1665) | Herzog Viktor Amadeus I. von Savoyen (1587–1637) ⚭ 1619 Christina von Frankreich (1606–1663)          | Jakub Sobieski (1590–1646) ⚭ 1627 Zofia Teofillia Daniłowicz (1607–1661)                                         | Henri Albert de La Grange d’Arquien (1613–1707) ⚭ um 1633 Françoise de la Châtre (1615–1648)                     | Kaiser Ferdinand III. (1608–1657) ⚭ 1631 Maria Anna von Spanien (1606–1646)                 | Kurfürst Philipp Wilhelm von der Pfalz (1615–1690) ⚭ 1653 Elisabeth Amalie von Hessen-Darmstadt (1635–1709) | Georg Fürst von Calenberg (1582–1641) ⚭1617 Anna Eleonore von Hessen-Darmstadt (1601–1659)                        | Eduard von der Pfalz (1625–1663) ⚭ 1645 Anna Gonzaga (1616–1684)                                                  |
| Urgroßeltern                            | Kurfürst Ferdinand Maria von Bayern (1636–1679) ⚭ 1652 Henriette Adelheid von Savoyen (1636–1676)      | Kurfürst Ferdinand Maria von Bayern (1636–1679) ⚭ 1652 Henriette Adelheid von Savoyen (1636–1676)     | König Johann III. Sobieski von Polen (1629–1696) ⚭ 1665 Marie Casimire Louise de la Grange d’Arquien (1641–1716) | König Johann III. Sobieski von Polen (1629–1696) ⚭ 1665 Marie Casimire Louise de la Grange d’Arquien (1641–1716) | Kaiser Leopold I. (1640–1705) ⚭ 1676 Eleonore Magdalene von Pfalz-Neuburg (1655–1720)       | Kaiser Leopold I. (1640–1705) ⚭ 1676 Eleonore Magdalene von Pfalz-Neuburg (1655–1720)                       | Johann Friedrich Herzog von Braunschweig-Lüneburg (1625–1679) ⚭1668 Benedicta Henriette von der Pfalz (1652–1730) | Johann Friedrich Herzog von Braunschweig-Lüneburg (1625–1679) ⚭1668 Benedicta Henriette von der Pfalz (1652–1730) |
| Großeltern                              | Kurfürst Maximilian II. Emanuel von Bayern (1662–1726) ⚭ 1695 Therese Kunigunde von Polen (1676–1730)  | Kurfürst Maximilian II. Emanuel von Bayern (1662–1726) ⚭ 1695 Therese Kunigunde von Polen (1676–1730) | Kurfürst Maximilian II. Emanuel von Bayern (1662–1726) ⚭ 1695 Therese Kunigunde von Polen (1676–1730)            | Kurfürst Maximilian II. Emanuel von Bayern (1662–1726) ⚭ 1695 Therese Kunigunde von Polen (1676–1730)            | Kaiser Joseph I. (1678–1711) ⚭ 1699 Wilhelmine Amalie von Braunschweig-Lüneburg (1673–1742) | Kaiser Joseph I. (1678–1711) ⚭ 1699 Wilhelmine Amalie von Braunschweig-Lüneburg (1673–1742)                 | Kaiser Joseph I. (1678–1711) ⚭ 1699 Wilhelmine Amalie von Braunschweig-Lüneburg (1673–1742)                       | Kaiser Joseph I. (1678–1711) ⚭ 1699 Wilhelmine Amalie von Braunschweig-Lüneburg (1673–1742)                       |
| Eltern                                  | Kaiser Karl VII. (1697–1745) ⚭ 1722 Maria Amalia von Österreich (1701–1756)                            | Kaiser Karl VII. (1697–1745) ⚭ 1722 Maria Amalia von Österreich (1701–1756)                           | Kaiser Karl VII. (1697–1745) ⚭ 1722 Maria Amalia von Österreich (1701–1756)                                      | Kaiser Karl VII. (1697–1745) ⚭ 1722 Maria Amalia von Österreich (1701–1756)                                      | Kaiser Karl VII. (1697–1745) ⚭ 1722 Maria Amalia von Österreich (1701–1756)                 | Kaiser Karl VII. (1697–1745) ⚭ 1722 Maria Amalia von Österreich (1701–1756)                                 | Kaiser Karl VII. (1697–1745) ⚭ 1722 Maria Amalia von Österreich (1701–1756)                                       | Kaiser Karl VII. (1697–1745) ⚭ 1722 Maria Amalia von Österreich (1701–1756)                                       |
| Maria Antonia von Bayern                | | | | |                                                                                             | | | |

## Werke
Ein ausführliches Quellen- und Werkverzeichnis (handschriftliche und gedruckte Noten und Texte) enthält Christine Fischers Buch Instrumentierte Visionen der Macht. Maria Antonia Walpurgis’ Werke als Bühne politischer Selbstinszenierung (2007).
- Opern:
  - Il trionfo della fedeltá (unter Assistenz von Hasse und Metastasio), Uraufführung im Sommer 1754 in Dresden. Textdruck. Notendruck (3 Bände) Breitkopf, Leipzig 1754
  - Talestri, regina delle Amazzoni auf ein eigenes Libretto, Uraufführung am 6. Februar 1760 oder 1763 in Nymphenburg. Textdruck. Notendruck (3 Bände) Breitkopf, Leipzig 1765. Das Libretto wurde auch von anderen Komponisten wie Giovanni Battista Ferrandini (möglicherweise um 1760), Johann Gottfried Schwanberger (1764) und Domenico Fischietti (1773) vertont.[3]
- Sonstige Werke:
  - Text für das Oratorium La conversione di S. Agostino von Hasse, 1750. Eine deutsche Fassung als Sprechdrama mit dem Namen Der bekehrte Augustinus erschien 1753 und 1766 in der Geistlichen Schaubühne des Ulmer Augustiners Peter Obladen.[4]
  - weitere Texte für Kantaten von Hasse, Manna und Ristori
  - musikalische Beiträge zu zahlreichen Arien, Pastoralen, Intermezzi, Meditationen und Motetten
  - Briefwechsel mit Friedrich dem Großen[5]

Eine umfangreiche Werksammlung als Teil der Königliche Privat-Musikaliensammlung des Sächsischen Hofes befindet sich in der Sächsischen Landesbibliothek – Staats- und Universitätsbibliothek Dresden

## Rezeption
1859 schrieb Amely Bölte unter dem Namen Maria Antonia, oder Dresden vor 100 Jahren eine ausführliche Biografie, die sie selbst zwar als „Biographischer Roman“ betitelte, jedoch im Vorwort ausdrücklich darauf hinwies, dass sie ausschließlich auf überlieferten Tatsachen beruhe.